# سیستم هماهنگ جهانی طبقه‌بندی و برچسب‌گذاری مواد شیمیایی

علامت خطر سیستم هماهنگ جهانی طبقه‌بندی و برچسب‌گذاری مواد شیمیایی برای مواد خطرناک

سیستم هماهنگ جهانی طبقه‌بندی و برچسب‌گذاری مواد شیمیایی (به انگلیسی: Globally Harmonized System of Classification and Labelling of Chemicals) که به اختصار GHS گفته می شود، استانداردی جهانی است که توسط سازمان ملل متحد مدیریت می‌شود. این سیستم برای منظم کردن و یکی کردن طبقه‌بندی مواد خطرناک در کشورهای مختلف به وجود آمده است. اساس این سیستم بر استانداردسازی معیارهای آزمایش مواد خطرناک، یکسان‌سازی علائم خطر و هماهنگ کردن برگه‌های ایمنی مواد که استفاده‌کنندگان را با اطلاعات مربوط به خطرهای احتمالی ماده آگاه می‌سازد، استوار است. این سیستم به عنوان متممی بر شماره بین‌الملی کالاهای خطرناک عمل می‌کند. مدیریت این سیستم برا عهده دبیرخانه سازمان ملل متحد است. با وجود اینکه پیاده‌سازی این سیستم زمان زیادی برد اما از سال ۲۰۱۷ در بسیاری از کشورها جهان از آن استفاده و پیروی می‌کنند.

## هشدار خطر
طبق GHS، لازم است که خطرات به صورت زیر اطلاع‌رسانی شوند: 
- در بیش از یک شکل (مانند علامت‌ها، برچسب‌ها یا پاسپورت‌های ایمنی)، [۴]
- با اعلامیه‌های خطر و اقدامات احتیاطی،
- در قالبی که به آسانی قابل فهم و استاندارد باشد، [۵]
- همخوان با دیگر بیانیه‌ها برای جلوگیری از سردرگمی،
- و با در نظر گرفتن تمام تحقیقات موجود و هرگونه شواهد جدید.

برچسب شامل کد QR است که با اسکن آن، دسترسی فوری به پاسپورت ایمنی (SDS) مربوط به ماده شیمیایی در ظرف را فراهم می‌کند. برچسب‌ها همچنین شامل پیکتوگرام‌ها و نمادهای PPE مربوطه گردآوری شده از SDS هستند. 
وضوح یکی از عوامل مهم در اجرای GHS است.  GHS Purple Book ابزار بررسی وضوح را در ضمیمه ۶ شامل می‌شود. عوامل مورد بررسی در طراحی ابزارهای ارتباطی GHS شامل: 
- رویکردهای مختلف در سیستم‌های موجود به چگونگی و چیستی اطلاع‌رسانی؛ [۸]
- تفاوت‌های زبانی در سراسر جهان؛ [۹]
- توانایی ترجمه عبارات به صورت معنادار؛
- توانایی درک و واکنش صحیح به پیکتوگرام‌ها.

## عناصر برچسب‌گذاری GHS
عناصر برچسب‌گذاری استاندارد شده در GHS شامل:  
- نمادها (پیکتوگرام‌های خطر GHS): اطلاع‌رسانی در مورد خطرات سلامت، ایمنی فیزیکی و زیست‌محیطی، که به کلاس و دسته‌بندی خطر GHS اختصاص داده شده است. پیکتوگرام‌ها شامل نمادهای خطر هماهنگ شده و عناصر گرافیکی دیگر مانند مرزها، الگوهای پس‌زمینه یا پوشش‌ها و موادی که برای اعضای مشخص بدن سمی هستند.
- کلمه علامتگذاری: "خطر" یا "هشدار" برای برجسته‌سازی خطرات و نشان دادن سطح نسبی جدیت خطر نسبت داده شده به کلاس و دسته‌بندی خطر GHS استفاده خواهد شد. برخی دسته‌بندی‌های خطر با سطوح پایین‌تر از کلمات علامتگذاری استفاده نمی‌کنند. تنها یک کلمه علامتگذاری متناسب با کلاس جدی‌ترین خطر در برچسب استفاده شود.
- هشدارهای خطر GHS: عبارات استاندارد اختصاص داده شده به کلاس و دسته‌بندی خطر که ماهیت خطر را توصیف می‌کنند. عبارت مربوط به هر خطر GHS باید در برچسب برای محصولاتی که بیش از یک خطر دارند، گنجانده شود.